# Māris Verpakovskis
Māris Verpakovskis (ur. 15 października 1979 w Lipawie) – łotewski piłkarz występujący na pozycji napastnika, reprezentant Łotwy.

## Kariera piłkarska

### Kariera klubowa
Verpakovskis rozpoczynał swoją karierę klubową w rodzinnym mieście Liepāja, w klubie Baltika, skąd w 1997 trafił do pierwszoligowego Liepājas Metalurgs. W klubie tym rozegrał 37 meczów w Virslidze i zdobył 7 bramek. W 1998 doszedł z klubem do finału Pucharu Łotwy, w którym Metalurgs przegrał ze Skonto Ryga 0:1. W 2000 roku Verpakovskis został zawodnikiem stołecznego Skonto, z którym trzykrotnie sięgał po mistrzostwo Łotwy i dwukrotnie po krajowy puchar. Występował również na arenie europejskich pucharów. W ciągu trzech lat spędzonych w Skonto zagrał 77 razy i zdobył 41 bramek. Jego dobre występy w reprezentacji i w klubie zaowocowały transferem do ukraińskiego Dynama Kijów w grudniu 2003 roku. Z klubem z Kijowa zdobył mistrzostwo Ukrainy w 2004 roku i dwukrotnie (2005, 2006) wicemistrzostwo. W 2005 i 2006 sięgał również po Puchar Ukrainy. Do sezonu 2006/2007 Verpakovskis rozegrał 43 mecze w barwach Dynama i zdobył 10 goli. Z klubem tym występował również w Lidze Mistrzów. W grudniu 2006 został wypożyczony z Dynama do hiszpańskiego Getafe CF.
Latem 2007 wypożyczono go do chorwackiego Hajduka Split, a w 2008 roku do Celty Vigo. W 2009 został wypożyczony na dwa lata do greckiego Ergotelisa Iraklion. Latem 2011 podpisał nowy kontrakt z Bakı FK. Podczas przerwy zimowej sezonu 2012/13 powrócił do Ergotelisa Iraklion, w którym grał do stycznia 2014 roku. Potem powrócił do rodzimego miasta, gdzie bronił barw miejscowej FK Liepāja, w barwach której w listopadzie 2015 zakończył karierę piłkarza.

### Kariera reprezentacyjna
Māris Verpakovskis zadebiutował w reprezentacji Łotwy w 1999 roku. Występował w eliminacjach do Mistrzostw Europy 2000 i Mistrzostw Świata 2002, jednak bez powodzenia. W 2003 Verpakovskis był współautorem największego sukcesu łotewskiego futbolu, jakim był awans do Mistrzostw Europy 2004. Był on najskuteczniejszym strzelcem eliminacji z 6 golami w 10 meczach. Zdobywał również bramki w barażach przeciwko Turcji. Na turnieju w Portugalii jego drużyna odpadła po fazie grupowej, a Verpakovskis był autorem jedynego, historycznego gola, którego zdobył w przegranym 1:2 meczu z Czechami. Po turnieju dalej jest podstawowym napastnikiem swojej drużyny narodowej, z którą jednak nie zdołał awansować do Mistrzostw Świata 2006. Do tej pory Verpakovskis rozegrał w reprezentacji Łotwy 80 meczów i zdobył 26 bramek.

## Kariera trenerska
Po zakończeniu kariery piłkarskiej na początku 2014 otrzymał propozycję pracy na stanowisku prezesa FK Liepāja.

## Sukcesy i odznaczenia
- mistrz Łotwy: 2001, 2002
- zdobywca Pucharu Łotwy: 2001, 2002
- mistrz Ukrainy: 2004
- zdobywca Pucharu Ukrainy: 2005, 2006
- zdobywca Baltic Cup: 2001